# Deparia pseudoconilii
Deparia pseudoconilii är en majbräkenväxtart som först beskrevs av och sedan fick sitt nu gällande namn av Shunsuke Serizawa.
Deparia pseudoconilii ingår i släktet Deparia och familjen Athyriaceae. Utöver nominatformen finns också underarten Deparia pseudoconilii subdeltoidofrons.